# وولفرام دورن
وولفرام دورن هو سياسي ألماني، ولد في 18 يوليو 1924 في آلتنا في ألمانيا، وتوفي في 17 يونيو 2014 في هالفر في ألمانيا. نشط حزبياً في الحزب النازي والحزب الديمقراطي الحر.

## مناصب
- انتخب سكرتير برلماني في ألمانيا [الإنجليزية]‏.
- انتخب عمدة.
- انتخب عضو مجلس الشورى الموحد شمال الراين وستفاليا  [لغات أخرى]‏ خلال فترته النيابية ‏.
- انتخب عضو في البوندستاغ الألماني خلال فترته النيابية  [لغات أخرى]‏ (17 أكتوبر 1961 – 17 أكتوبر 1965).

## وصلات خارجية
- وولفرام دورن على موقع مونزينجر (الألمانية)